# Hexaborure de cérium

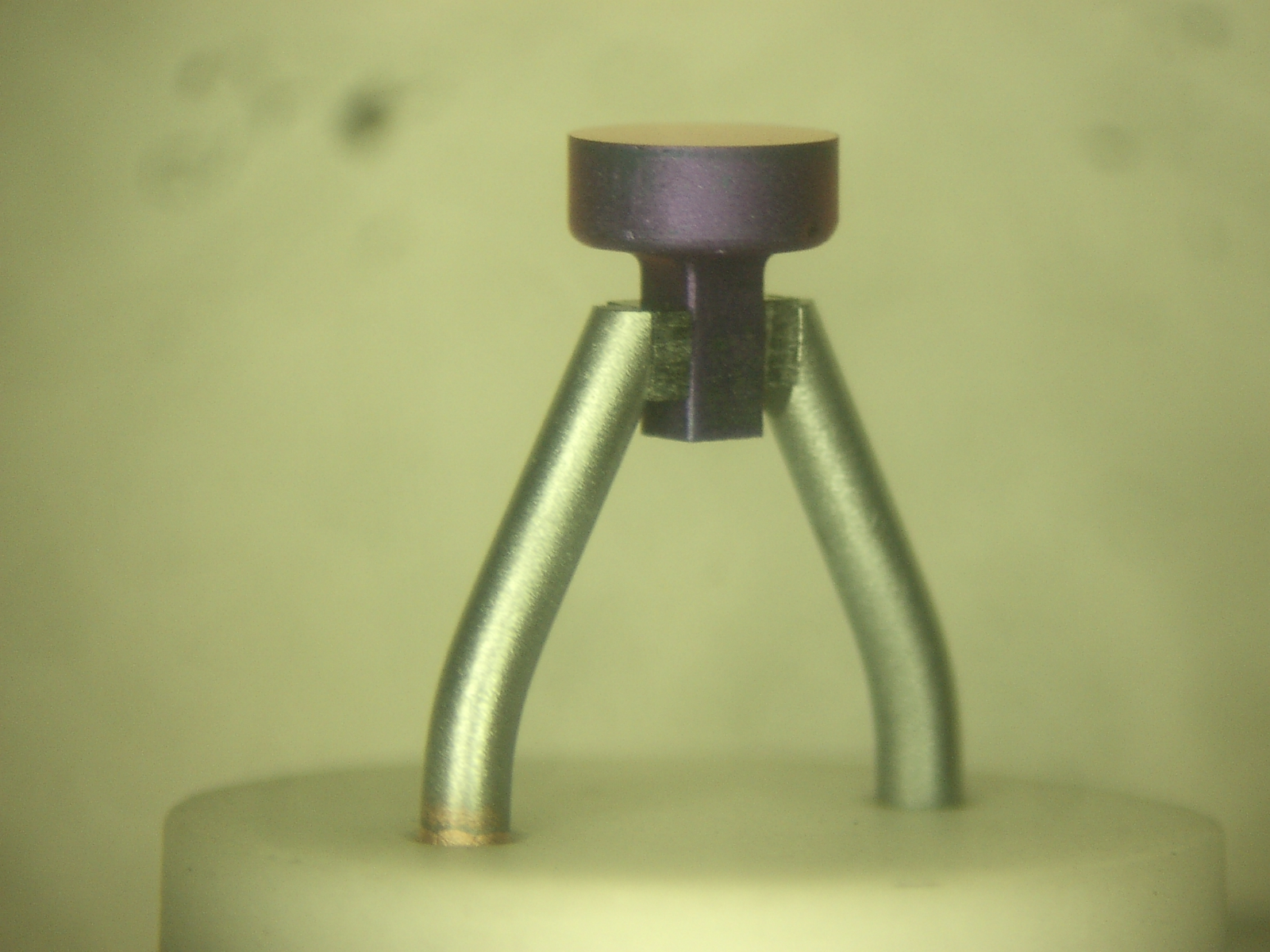
Dessus d'une cathode chaude d'hexaborure de cérium.

L'hexaborure de cérium (CeB6) aussi appelé simplement borure de cérium, CeBix ou CEBIX, est un composé inorganique, le borure du cérium. C'est un matériau céramique réfractaire. Il possède un faible travail de sortie, l'une des plus grandes émissivités d'électrons connues et est stable dans le vide. La principale application de l'hexaborure de cérium est le revêtement de cathodes chaudes, ou l’utilisation directe de ses cristaux comme cathode chaude. Elles opèrent en général à une température de 1 450 °C.
L'hexaborure de cérium est relativement proche en termes de propriétés de l'hexaborure de lanthane. Tous deux ont des faibles travaux de sortie, d'environ 2,5 eV et sont donc utilisés comme cathodes chaudes à haute intensité. Ils sont aussi assez résistants à l'empoisonnement cathodique. Les cathodes d'hexaborure de cérium ont un taux d'évaporation moins élevé à 1 700 K que celles en hexaborure de lanthane, mais ces taux deviennent à peu près égaux au-dessus de 1 850 K. Les cathodes d'hexaborure de cérium ont aussi une durée de vie une fois et demi plus grandes que celles en hexaborure de lanthane car elles ont une meilleure résistance à la contamination au carbone.
Il a cependant été rapporté que les dépôts de borure de cérium (redéposés après évaporation depuis la cathode) sont plus difficiles à éliminer.
Les cathodes d'hexaborure sont environ dix fois plus « brillantes » que celles en tungstène et ont une durée de vie 10 à 15 fois plus longue. Parmi les applications et appareils utilisant de telles cathodes, on trouve la microscopie électronique, les tubes à micro-ondes, la lithographie à faisceau d'électrons, le soudage par faisceau d'électrons, les tubes à rayons X et les lasers à électrons libres.